# 甘明夔
甘明夔（1684年—？），四川順慶府鄰水縣人，清朝政治人物。
康熙五十二年（1713年）癸巳萬壽恩科舉人，候選知縣。雍正五年（1727年）四月，內揀選會試下第舉人引見奉旨回籍以學正教諭用，同年十二月內題補仁壽縣教諭，雍正九年（1731年）十一月分輪班應選知縣籤掣福建汀州府連城縣知縣缺，雍正十年（1732年）七月分引見奉旨者扣除歸於下月以事簡之缺用，掣得浙江杭州府昌化縣知縣。乾隆四年（1739年）復任。